# IC 4188
IC 4188 ist eine Spiralgalaxie vom Hubble-Typ Sbc im Sternbild Jagdhunde am Nordsternhimmel. Sie ist schätzungsweise 506 Millionen Lichtjahre von der Milchstraße entfernt und hat einen Durchmesser von etwa 90.000 Lichtjahren.

Im selben Himmelsareal befinden sich u. a. die Galaxien IC 4171, IC 4178, IC 4187, IC 4189.
Das Objekt wurde am 21. März 1903 von Max Wolf entdeckt.